# Luis Rodríguez Bucio
Luis Rodríguez Bucio (Condémbaro, Michoacán; 27 de agosto de 1956) es un general de brigada diplomado de Estado Mayor de México. Desde el 16 de enero de 2023 es subsecretario de seguridad y protección ciudadana en el gabinete del presidente Andrés Manuel López Obrador, desempeñándose en este cargo hasta el 30 de septiembre del 2024. Fue el penúltimo Comisionado General de la Policía Federal de México, durante el proceso de transición a la Guardia Nacional. Fue designado el 11 de abril de 2019 como primer comandante de la Guardia Nacional, cargo que concluyó el 16 de enero de 2023.

## Primeros años
Luis Rodríguez Bucio nació en la localidad de Condembaro, parte del municipio de Tancítaro, Michoacán, el 27 de agosto de 1956. Ingresó como cadete del Heroico Colegio Militar en 1973, graduándose en 1977 como subteniente de infantería. Tiene licenciatura en Administración Militar por la Escuela Superior de Guerra, maestría en Seguridad y Defensa Nacionales y doctorado en Defensa y Seguridad Nacional por el Centro de Estudios Superiores Navales. Estudió en el Instituto de Idiomas de las Fuerzas Armadas Alemanas.

## Carrera militar
Tras graduarse del Heroico Colegio Militar sirvió en el Segundo Batallón de Guardias Presidenciales de 1977 a 1985. Fue subjefe de la sección cuarta del Estado Mayor Presidencial de enero de 1989 a 1990. En 1994 fue nombrado Subjefe de Estado Mayor de la Fuerza de Tarea Marte XXII, en Badiraguato, Sinaloa, organizando la destrucción de cultivos de drogas en Sinaloa, Chihuahua y Durango. Ha sido condecorado con la Legión de Honor Mexicana.
El 11 de abril de 2019 fue nombrado por el presidente Andrés Manuel López Obrador como comandante de la Guardia Nacional, siendo la primera persona en asumir el cargo de la nueva institución. El 16 de enero de 2023 abandonó el cargo para ser nombrado subsecretario de seguridad y protección ciudadana.